# 잉쩌구

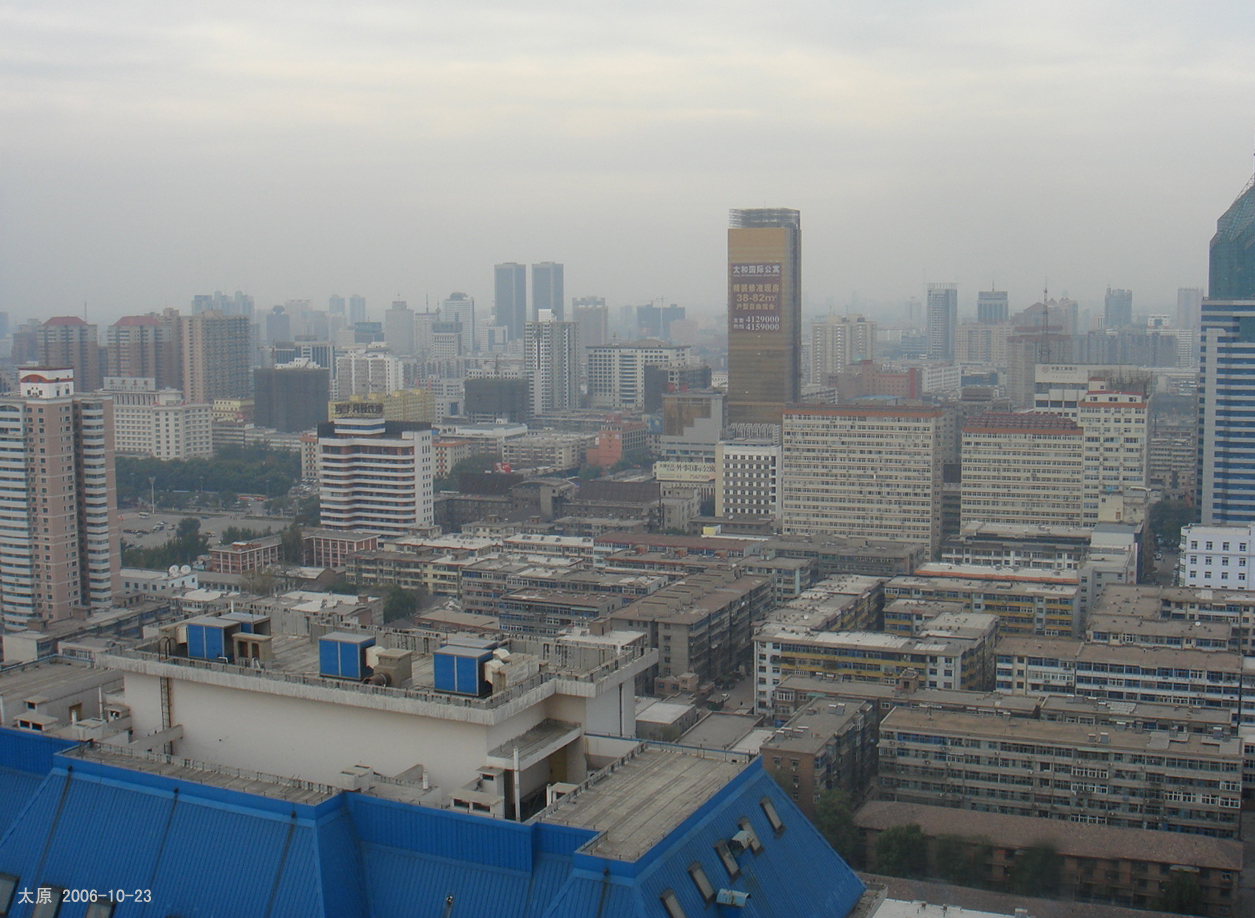

잉쩌구(한국어: 영택구, 중국어: 迎泽区, 병음: Yíngzé Qū)는 중화인민공화국 산시성 타이위안시의 행정구역이다. 넓이는 117km2이고, 인구는 2007년 기준으로 520,000명이다.

## 행정 구역
6개 가도, 1개 진을 관할한다.
- 가도: 迎泽街道, 桥东街道, 文庙街道, 柳巷街道, 老军营街道, 庙前街道
- 진: 郝庄镇